# Eisschnelllauf-Mehrkampfweltmeisterschaft 1992
Die 50. Mehrkampfweltmeisterschaft der Frauen wurde am 7. und 8. März 1992 im Thialf im niederländischen Heerenveen ausgetragen. Davon getrennt fand die 86. Mehrkampfweltmeisterschaft der Männer zwei Wochen später, am 21. und 22. März 1992, auf dem Olympic Oval im kanadischen Calgary statt. Die beiden Weltmeistertitel gingen an die Deutsche Gunda Niemann und den Italiener Roberto Sighel.

## Teilnehmende Nationen
Frauen
Das Teilnehmerfeld des Frauenmehrkampfes setzte sich aus 32 Sportlerinnen aus 15 Nationen zusammen. Die Pfeile geben an, wie sich die Mannschaftsgröße eines Landes gegenüber der vorherigen Ausgabe geändert hat.
- 4 Starterinnen:  Deutschland,  Japan ↑,  Niederlande
- 3 Starterinnen:  Russland 1,  Vereinigte Staaten
- 2 Starterinnen:  Italien,  Norwegen ↑,  Österreich ↑,  Rumänien ↑
- 1 Starterin:  Finnland ↑,  Frankreich ↑,  Kasachstan 1,  Polen ↓,  Schweden,  Volksrepublik China ↓

Nicht mehr vertreten im Vergleich zum Vorjahr waren Athletinnen aus Kanada, Nordkorea und Südkorea. Insgesamt war das Feld um eine Teilnehmerin kleiner als 1991.
Männer
Im Männermehrkampf starteten 34 Sportler aus 16 Nationen.
- 4 Starter:  Deutschland,  Japan,  Niederlande,  Norwegen
- 3 Starter:  Schweden
- 2 Starter:  Australien,  Italien ↑,  Österreich ↓,  Polen
- 1 Starter:  Finnland,  Kanada,  Kasachstan 1,  Russland 1,  Schweiz,  Tschechoslowakei,  Vereinigte Staaten ↓

Nicht mehr vertreten im Vergleich zum Vorjahr waren Sportler aus Frankreich, Rumänien, Südkorea, Ungarn und dem Vereinigten Königreich. Insgesamt war das Feld um sechs Teilnehmer kleiner als 1991.

## Wettbewerb

### Frauen
Die Deutsche Gunda Niemann verteidigte ihren 1991 erstmals errungenen Weltmeistertitel erfolgreich vor Emese Hunyady aus Österreich, die ihre erste WM-Medaille gewann. Auf Rang drei platzierte sich die Japanerin Seiko Hashimoto.
Die folgende Tabelle zeigt die 16 bestplatzierten Sportlerinnen in der Gesamtwertung der Mehrkampf-WM an, die sich für die Finalteilnahme über 5000 Meter qualifiziert haben. Die Zahl in Klammern gibt die Platzierung je Einzelstrecke an, fett gedruckt ist die jeweils schnellste Zeit.
| Rang | Name                     | 500 Meter    | 1500 Meter       | 3000 Meter       | 5000 Meter       | Gesamt- Punkte |
| ---- | ------------------------ | ------------ | ---------------- | ---------------- | ---------------- | -------------- |
| 01   | Gunda Niemann            | 41,90 s (7)  | 4:22,30 min (1)  | 2:05,02 min (2)  | 7:23,62 min (1)  | 171,651        |
| 02   | Emese Hunyady            | 41,54 s (4)  | 4:22,64 min (2)  | 2:04,48 min (1)  | 7:38,15 min (7)  | 172,621        |
| 03   | Seiko Hashimoto          | 40,90 s (2)  | 4:30,96 min (12) | 2:06,34 min (3)  | 7:43,16 min (11) | 174,489        |
| 04   | Ljudmila Prokaschowa     | 42,26 s (9)  | 4:27,73 min (8)  | 2:07,36 min (6)  | 7:32,74 min (4)  | 174,608        |
| 05   | Heike Warnicke           | 42,94 s (19) | 4:24,96 min (4)  | 2:09,06 min (14) | 7:36,09 min (6)  | 175,684        |
| 06   | Claudia Pechstein        | 43,14 s (21) | 4:25,93 min (6)  | 2:08,79 min (11) | 7:33,58 min (5)  | 175,749        |
| 07   | Swetlana Schurowa-Boiko  | 43,96 s (31) | 4:23,59 min (3)  | 2:10,10 min (21) | 7:28,03 min (2)  | 176,060        |
| 08   | Lia van Schie            | 42,88 s (17) | 4:27,33 min (7)  | 2:08,24 min (9)  | 7:39,58 min (9)  | 176,139        |
| 09   | Swetlana Baschanowa      | 42,93 s (18) | 4:30,23 min (10) | 2:06,57 min (4)  | 7:40,43 min (10) | 176,201        |
| 10   | Carla Zijlstra           | 43,88 s (28) | 4:24,89 min (5)  | 2:09,97 min (19) | 7:30,36 min (3)  | 176,387        |
| 11   | Mary Docter              | 43,55 s (26) | 4:29,32 min (9)  | 2:08,85 min (12) | 7:39,30 min (8)  | 177,316        |
| 12   | Sandra Voetelink         | 41,48 s (3)  | 4:34,24 min (16) | 2:08,21 min (8)  | 7:54,42 min (14) | 177,364        |
| 13   | Jasmin Krohn             | 43,16 s (22) | 4:30,82 min (11) | 2:09,51 min (17) | 7:48,85 min (12) | 178,351        |
| 14   | Ewa Wasilewska-Borkowska | 42,50 s (14) | 4:33,86 min (14) | 2:08,06 min (7)  | 7:55,85 min (15) | 178,414        |
| 15   | Elena Belci-Dal Farra    | 43,06 s (20) | 4:33,28 min (13) | 2:10,62 min (23) | 7:49,11 min (13) | 179,057        |
| 16   | Ye Qiaobo                | 40,09 s (1)  | 4:43,01 min (29) | 2:06,76 min (5)  | 8:18,00 min (16) | 179,311        |

### Männer
Als erster Italiener wurde Roberto Sighel Mehrkampfweltmeister. Er lief zwar auf keiner der Teilstrecken die schnellste Zeit, war aber jeweils unter den besten Vier klassiert und verwies damit den Niederländer Falko Zandstra sowie Vorjahressieger Johann Olav Koss aus Norwegen auf die Plätze zwei und drei.
Die folgende Tabelle zeigt die 16 bestplatzierten Sportler in der Gesamtwertung der Mehrkampf-WM an, die sich für die Finalteilnahme über 10.000 Meter qualifiziert haben. Die Zahl in Klammern gibt die Platzierung je Einzelstrecke an, fett gedruckt ist die jeweils schnellste Zeit.
| Rang | Name             | 500 Meter    | 5000 Meter       | 1500 Meter       | 10.000 Meter      | Gesamt- Punkte |
| ---- | ---------------- | ------------ | ---------------- | ---------------- | ----------------- | -------------- |
| 01   | Roberto Sighel   | 37,38 s (3)  | 6:43,91 min (2)  | 1:52,38 min (2)  | 13:58,39 min (4)  | 157,150        |
| 02   | Falko Zandstra   | 37,98 s (7)  | 6:44,14 min (3)  | 1:52,17 min (1)  | 13:55,63 min (1)  | 157,565        |
| 03   | Johann Olav Koss | 38,17 s (8)  | 6:42,15 min (1)  | 1:52,62 min (3)  | 13:58,05 min (3)  | 157,827        |
| 04   | Thomas Bos       | 38,52 s (12) | 6:44,24 min (5)  | 1:53,16 min (6)  | 14:13,61 min (7)  | 159,344        |
| 05   | Rintje Ritsma    | 37,80 s (5)  | 6:50,98 min (8)  | 1:53,58 min (8)  | 14:12,89 min (6)  | 159,402        |
| 06   | Geir Karlstad    | 39,47 s (23) | 6:44,19 min (4)  | 1:55,24 min (14) | 13:58,03 min (2)  | 160,203        |
| 07   | Eric Flaim       | 37,26 s (2)  | 6:55,11 min (14) | 1:53,19 min (7)  | 14:34,37 min (12) | 160,219        |
| 08   | Tōru Aoyanagi    | 37,58 s (4)  | 6:57,46 min (20) | 1:52,91 min (5)  | 14:39,07 min (14) | 160,915        |
| 09   | Jonas Schön      | 39,16 s (19) | 6:50,35 min (6)  | 1:54,92 min (13) | 14:17,69 min (9)  | 161,385        |
| 10   | Naoki Kotake     | 37,87 s (6)  | 6:58,51 min (21) | 1:54,47 min (10) | 14:36,43 min (13) | 161,698        |
| 11   | Kazuhiro Satō    | 39,28 s (20) | 6:50,42 min (7)  | 1:56,06 min (17) | 14:14,19 min (8)  | 161,717        |
| 12   | Jewgeni Sanarow  | 39,63 s (24) | 6:52,65 min (9)  | 1:55,84 min (16) | 14:09,59 min (5)  | 161,987        |
| 13   | Per Bengtsson    | 40,10 s (27) | 6:53,11 min (11) | 1:56,97 min (20) | 14:24,42 min (11) | 163,622        |
| 14   | Steinar Johansen | 50,75 s (33) | 6:54,25 min (13) | 1:56,21 min (19) | 14:18,78 min (10) | 173,850        |
| 15   | Ådne Søndrål     | 57,04 s (34) | 6:53,33 min (12) | 1:54,03 min (9)  | 14:44,46 min (15) | 180,606        |
| 16   | Markus Tröger    | 38,85 s (16) | 6:52,97 min (10) | 1:54,48 min (11) | DSQ               | 118,307        |